# Violinski koncert (Korngold)
Erich Wolfgang Korngold: Koncert za violino in orkester, D dur, op. 35 (1945)
okviren čas trajanja: 35 minut
Korngold, ki sicer slovi predvsem kot skladatelj filmske glasbe, se je ob koncu vojne ponovno posvetil »čisti« glasbi in prvo njegovo tovrstno delo je bil Koncert za violino in orkester. Skladateljeva žena Luzi Korngold o njegovem nastanku piše takole: »Bilo je spomladi 1945 in sedeli smo pri večerji. Naš gost, violinski virtuoz Bronisław Huberman, ki je koncertiral v Los Angelesu, je takole mimogrede vprašal Ericha, kaj je vendar z njegovim violinskim koncertom. Isto vprašanje mu je postavljal namreč že vsaj trideset let, odkar ga je pač prvič srečal. Moj mož je sedel za klavir in zaigral temo, ki je postala pozneje glavna misel prvega stavka. In Hubermann je z navdušenjem dejal: 'Da, to naj bo moj koncert, obljubite mi, da ga boste napisali!' In Erich se je z vso vnemo lotil dela.« Zaradi različnih okoliščin pa ni bil Hubermann tisti, ki je violinski koncert krstil. Pozimi leta 1946 je delo v St. Louisu izvedel Jascha Heifetz pod taktirko Wladimira Golschmanna. Uspeh je bil izjemen. O tem Korngold poroča v enem od svojih pisem: »Bile so ovacije! Uspeh kot v mojih najlepših dunajskih letih! Heifetz se je z vso vnemo in srcem lotil dela – igral je s čudovitim, intenzivnim ognjevitim tonom...«. Korngold velja za poslednjega velikega melodika 20. stoletja. Prepričan je bil, da tonalni sistem nikakor ni izčrpan; zato je vse življenje ostal v njegovem okviru in tako ohranjal svojo umetniško identiteto. V violinskem koncertu je uporabil najlepše melodije, ki jih je skomponiral kot glasbo za filme. Uvodna melodija, ki se v petih tonih v prefinjenem loku vzpne prek dveh oktav, je iz filma Druga zora (Another Dawn), živahna druga tema pa iz filma Juarez. Melodijo Romance najprej predstavi klarinet – skladatelj si jo je »sposodil« iz svoje glasbe za film Anthony Adverse. Melodija se spet pojavi po dramatičnem osrednjem delu stavka. Allegro assai vivace se začne z ostro odmerjeno žigo, ki vodi v drugo temo, melodijo iz filma Kraljevič in berač, tehnično neznansko težavni stavek pa se konča s pravim ognjemetom virtuoznih pasaž.